# (42531) McKenna
(42531) McKenna est un astéroïde de la ceinture principale aréocroiseur.

## Description
(42531) McKenna est un astéroïde de la ceinture principale aréocroiseur. Il présente une orbite caractérisée par un demi-grand axe de 2,31 UA, une excentricité de 0,33 et une inclinaison de 7,1° par rapport à l'écliptique.

## Compléments